# Ce qu'aimer veut dire
Ce qu'aimer veut dire est un récit de Mathieu Lindon publié en 2011 aux éditions P.O.L et ayant obtenu le prix Médicis le 4 novembre 2011. Il était également en lice dans les dix ouvrages sélectionnés pour le Prix France Culture-Télérama 2011.

## Résumé
Ce récit raconte principalement l'amitié de l'auteur avec Michel Foucault et sa relation avec son père, Jérôme Lindon. Y apparaissent également Hervé Guibert et Daniel Defert.

## Analyse
Plus de vingt années après la mort de Michel Foucault et dix ans après la mort de son père, l’auteur relate sa relation privilégiée avec le philosophe et lui rend un hommage intime. En miroir, il analyse sa difficile relation au père. L’auteur se souvient des années passées dans l’appartement de Michel Foucault, rue de Vaugirard, espace où le sociologue absent permet à de jeunes hommes de se construire. Mathieu Lindon interroge l’amour filial, la transmission : comment devient-on un homme entre héritage familial et amitiés homosexuelles ? Au-delà du deuil, lorsque les dates et les noms s’effacent, l’auteur accepte l’héritage.
Dans À l'ami qui ne m'a pas sauvé la vie, le photographe et romancier Hervé Guibert décrit avec précision Michel Foucault, tant du point de vue du caractère – généreux, attentionné – que de celui de sa vie intime : amateur de LSD, adepte du sadomasochisme et de rencontres sans lendemain. De ces deux « visages » du penseur, Mathieu Lindon ne retient que le premier dans son texte, mais précise qu'il ne l'a jamais considéré comme un second père : « Michel, je ne l’aimais aucunement comme un père mais une figure tutélaire, généreuse de son savoir et de ses expériences ».